# Gaál István (filmrendező)
Gaál István (Salgótarján, 1933. augusztus 25. – Budapest, 2007. szeptember 25.) Kossuth- és Balázs Béla-díjas magyar filmrendező, fényképész, operatőr.

## Életpályája
Iskoláit Pásztón kezdte – elektrotechnikusnak készült –, majd Szegeden folytatta. Keleti Márton osztályában végezte el a Színház- és Filmművészeti Főiskola rendezői szakát, 1958-ban.
Ügyelő volt a Hunnia Filmgyárban, majd a római filmfőiskolán (Centro Sperimentale di Cinematografia) mélyítette el ismereteit, ahol filmelméletet, filmtörténetet, vágást tanult. 1961-ig ugyanitt oktatóként is tevékenykedett. Itthon a Budapest Filmstúdió munkatársaként híradókat készített asszisztensként, alapító tagja volt a Balázs Béla Stúdiónak. Alkotói pályája a Budapest Filmstúdió jogutódjánál, a IV. Stúdióban folytatódott, Nemeskürty István irányításával.
Dokumentaristaként indult, Pályamunkások című rövid mozgóképe (főiskolai vizsgadarabja) a fizikai munkát tette vizuális és akusztikus hatáselemmé, ritmusalkotó tényezővé. A Sára Sándor rendezte Cigányok operatőreként a hazai valóság egyik alapproblémájáról adott látleletet.
Tiszai filmtanulmányai vezettek Sodrásban című első és mindjárt nemzetközi sikerű játékfilmjéhez, amely a népből származó értelmiségi ifjúság felelősségéről szól. Mészöly Miklós kisregényéből készült a Magasiskola, amelyet a pusztuló magyar faluról készült lírai beszámolója, a Holt vidék követett. Bartók Béla és általában a zene kezdettől fogva meghatározó élménye volt, Orfeusz és Eurydiké című filmje Gluck muzsikájának képi megjelenítése, egyszersmind filozofikus átgondolása az emberi élet értelmének.
További emlékezetes alkotása a Zöldár, a Keresztelő, a Peer Gynt, az Örökségünk, a Vámhatár, a Krónika, a Naponta két vonat, a Legato, a Haláltánc, a Cserepek, a Római szonáta, az Isten teremtményei, az Éjszaka, a Gyökerek (Bartók-sorozat), a Rendhagyó párizsi leltár és a Keralai mozaikok.
Mesterkurzusokat tartott Indiában (1985, 1994, 1995, 1996), cannes-i és egyéb zsűrifeladatokat teljesített. 1990-ben az állófényképezés művészeként mutatta be a Műcsarnok kiállítása. Költői tehetségét a Portugál gálya (Physalia) című írása bizonyította.
Munkásságát számos kitüntetéssel ismerték el: 1963-ban a Karlovy Vary-i filmfesztivál fődíjával, 1965-ben a filmkritikusok díjával, 1969-ben Balázs Béla-díjjal tüntették ki, 1970-ben a cannes-i fesztivál különdíját kapta a Magasiskoláért. 1981-ben érdemes művész lett, 1991-ben Kossuth-díjat kapott, 1999-ben megkapta a Magyar Filmszemle életműdíját. 2005-ben elnyerte a Magyar Mozgókép Mestere címet. Gaál István szerepelt a 2007-es Prima Primissima Díj magyar színház- és filmművészet kategóriájának jelöltjei között.
Gaál Istvánt a Magyar Filmművészek Szövetsége és a Magyar Mozgókép Közalapítvány saját halottjának tekintette.
Születésének 75. évfordulójának emlékére 2008. augusztus 25-én Pásztón a Múzeum téren megnyílt a Gaál István emlékszoba, ami budapesti lakásának megfelelően bútoraival, személyes tárgyaival van berendezve. 2020-ban lebontásra került és áthelyezték Salgótarjánba. A Dornyay Béla Múzeum adott otthont a Gaál-hagyatéknak és mutatja be állandó kiállítás formájában Gaál István életművét.

## Filmjei

### Rendezőként, operatőrként és forgatókönyvíróként
- Ötven (1955, rendező)
- Pályamunkások (1957)
- Etűd (1961) rendező
- Oda-vissza (1962) rendező
- Cigányok (1962) operatőr
- Tisza-őszi vázlatok (1963) rendező
- Sodrásban (1963)
- Zöldár (1965)
- Keresztelő (1967)
- Krónika (1967) rendező
- Férfiarckép (1968) (tévéfilm) operatőr
- Tízéves Kuba (1969) rendező
- Bartók Béla: Az éjszaka zenéje (1970) rendező, forgatókönyvíró
- Magasiskola (1970)
- Holt vidék (1971)
- Örökségünk - 500 éves a magyar könyvnyomtatás (1975) (tévéfilm) rendező
- Képek egy város életéből - Szolnok 900 éves (1975) rendező
- Naponta két vonat (1977) (tévéfilm) rendező
- Vámhatár (1977) (tévéfilm) rendező
- Legato (1977)
- Cserepek (1980)
- Haláltánc (1981) (tévéfilm) rendező
- Orfeusz és Eurydiké (1985)
- Isten teremtményei (1986) (tévéfilm) rendező
- Béni bácsi (1987) (TV film) rendező, forgatókönyvíró
- Peer Gynt (1988) (TV film) rendező
- Éjszaka (1989) (tévéfilm) rendező
- Zene (1990) (TV film) rendező
- Római szonáta (1996) (TV film) rendező
- Gyökerek - Bartók Béla (1881-1945) (2000) (tévéfilm) rendező, forgatókönyvíró, operatőr
- Eiben István fényudvara – Az utolsó tekercs (2002) (tévéfilm) közreműködő
- Rendhagyó párizsi leltár (2004) (tévéfilm) rendező, forgatókönyvíró, operatőr
- Kerala (2005) (TV film) rendező, forgatókönyvíró, operatőr
- Bartók Béla (1881-1945) (tévéfilm) rendező, forgatókönyvíró, operatőr

## Portréfilmek Gaál Istvánról
- Pörös Géza: Gazdag pillanatok (TV film) szereplő
- Shah Timor: Egy képíró a Varázsvölgyből – Gaál István életútja (2006-2007) szereplő

## Díjai
- SZOT-díj (1963)
- Balázs Béla-díj (1969)

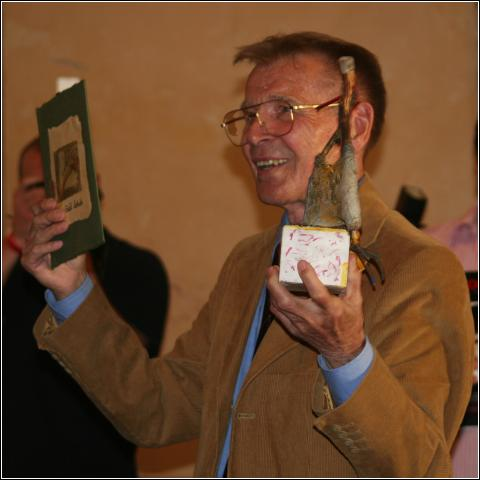
A "Párhuzamos kultúráért" díj átvételekor a díjjal

- A cannes-i fesztivál különdíja (1970)
- Érdemes művész (1981)
- Kossuth-díj (1991)
- Magyar Köztársaság Érdemrendjének Középkeresztje
- A Magyar Filmszemle életműdíja (1999)
- Olasz Köztársaság Érdemrend lovagi fokozata
- Gundel-díj különdíja (2001)[2]
- Hazám-díj (2005)
- A Magyar Mozgókép Mestere (2005)
- Prima díj (2007)
- Párhuzamos Kultúráért díj (2007)[3]